# 31-й Нью-Йоркский пехотный полк
31-й Нью-Йоркский добровольческий пехотный полк (англ. 31st New York Volunteer Infantry Regiment), он же «Baxter’s Light Guard» и
«Montezuma Regiment» — один из пехотных полков армии Союза во время Гражданской войны в США. Полк был сформирован в мае 1861 года, прошёл все сражения от кампании на полуострове до чанселорсвиллской кампании и был расформирован 4 июня 1863 года. Часть его рядовых перешла в 121-й Нью-Йоркский полк.

## Формирование
Полк был сформирован в Нью-Йорке, кроме роты «I», набранной в Уильямсберге. Он был принят на службу штату Нью-Йорк 21 мая 1861 года, а затем был принят на службу в армию США сроком на два года: штаб и рота А были приняты 24 мая, роты B, C, D, E, F, G и H — 27 мая. Рота «I» была введена 3 июня, а рота «К» — 13 июня. Впоследствии (27 ноября) рота «К» была расформирована. Первым командиром полка стал полковник Кельвин Пратт, подполковником — Уильям Браун, майором — Эдисон Дугерти.

## Боевой путь
24 июня 1861 года полк покинул штат, был отправлен в Вашингтон и включён в бригаду Дэвиса, в дивизии Диксона Майлза (в армии Маклауэлла). 16 июля началось наступление федеральной армии к Манассасу, а 21 июля произошло первое сражение при Булл-Ран, где дивизия Майлза не была задействована. В августе полк был переведён в бригаду Франклина, затем в бригаду Джона Ньютона.
10 — 15 марта 1862 года полу участвовал в наступлении к Манассасу, находясь в составе I корпуса Потомакской армии. 22 апреля полк был переправлен на Вирджинский полуостров и 7 мая участвовал в сражении при Элтамс-Лендинг, где было потеряно два офицера и 19 рядовых, два офицера и 3 рядовых смертельно ранены, 2 офицера и 28 рядовых ранено и 27 человек пропало без вести.
В мае бригада Ньютона стала частью VI корпуса (дивизии Слокама).
27 июня полк участвовал в сражении при Гейнс-Милл. В этом бою погиб капитан Генри Уайтек и 25 рядовых, были ранены 78 рядовых, 3 офицера и сам полковник Пратт. 26 человек пропало без вести. В ходе последующих боёв Семидневной битвы полк не понёс существенных потерь; 6 июня подполковник Браун покинул полк, чтобы возглавить 36-й Нью-Йоркский пехотный полк, и звание подполковника было присвоено капитану роты «В», Леопольду Ньюману.
16 августа полк был отправлен в форт Монро, оттуда по морю отправлен в Сентервилл и размещён в укреплениях Сентервилла. 1 сентября он прикрывал отступление разбитой армии Джона Поупа к Фэирфаксу. В начале сентября началась Мэрилендская кампания; 10 сентября полковник Пратт стал бригадным генералом, а полк временно возглавил подполковник Френсис Пинто, переведённый из 32-го Нью-Йоркского полка.
14 сентября 1862 года полк участвовал в сражении в Южных Горах, где штурмовал ущелье Крэмптона. В этом бою был убит один рядовой и ранено трое. Соседний 32-й Нью-Йоркский потерял и полковника и майора, поэтому подполковник Пинто после боя возглавил оба полка. 16 июня во время сражения при Энтитеме VI корпус не был активно задействовал, поэтому полк потерял ранеными одного офицера и двух рядовых. После сражения полк остался в Мэриленде. 23 октября подполковник Пинто стал полковником и возглавил 32-й Нью-Йоркский, капитан Роберт Дэниел стал майором, а 25 ноября адъютант генерала Пратта, Френк Джонс, стал полковником (задним числом от 13 сентября) и возглавил 31-й Нью-Йоркский.
С 29 октября полк участвовал в наступлении к Фалмуту, а в декабре участвовал в сражении при Фредериксберге, где потерял только одного рядового раненым. В январе 1863 года полк участвовал в «Грязевом марше», а в феврале шесть полков федеральной армии были сведены в «Лёгкую дивизию», которую возглавил генерал Пратт.
29 полк участвовал в перестрелке у Франклин-Кроссинг, где потерял 1 рядового убитым и 9 ранеными. 30 апреля генерал Пратт передал командование лёгкой дивизией генералу Бёрнхаму.
3 мая полк участвовал во втором сражении при Фредериксберге, где в составе колонны Бёрнхама штурмовал высоты Мари. Один его рядовой через несколько дней вспоминал: «Мы лежали на земле до часу дня, а между тем батареи начали перестрелку и в воздухе потемнело от снарядов и прочих боеприпасов. 10 человек было ранено у нас, пока мы так лежали. Настал час дня и наша бригада вскочила на ноги, оставила ранцы и подсумки — и сразу же, как только наши головы показались из-за холма, где мы прятались, как на нас обрушился такой шквал пуль, шрапнели и картечи, что у нас дух захватило, а многих и поубивало. И всё же бригада пошла вперёд, теряя людей на каждом шагу… Оба наши знаменосца были ранены… один из лейтенантов взял знамя штата и донёс его до форта. Флаг 31-го был первым флагом, поднятым на укреплениях мятежников. Знамя штата было пробито целым залпом шрапнели».
После захвата высот дивизия Бёрнхама была отправлена на запал вслед за дивизией Брукса, но не успела помочь Бруксу, атака которого была отбита южанами в сражении у Салем-Чёч. 4 мая полк участвовал в сражении при Бэнкс-Форд, после чего отступил за Раппаханок вместе со всем VI корпусом. В боях под Фредериксбергом полк потерял убитыми одного офицера и 16 рядовых, двух офицеров и 37 рядовых ранеными, и 6 офицеров и 81 рядового (Роты A, C и F) пленными. Через несколько дней один из рядовых писал, что «наш полк вступил в бой, имея 434 боеспособных рядовых, а сейчас мы едва можем насчитать 214».
Из-за высоких потерь «Лёгкая дивизия» была расформирована в мае. 31-й Нью-Йоркский включили в бригаду Джозефа Бартлетта. В начале июня у рядовых истёк срок службы и 4 июня полк был расформирован. Те рядовые, что записались на трёхлетний срок, были переведены в 121-й Нью-Йоркский полк.